# Chyť mě, když to dokážeš
Chyť mě, když to dokážeš (v anglickém originále Catch Me If You Can) je americký životopisný kriminální film z roku 2002 režiséra Stevena Spielberga. Snímek byl natočen na motivy stejnojmenné autobiografie Franka Abagnalea mladšího, který v 60. letech 20. století, ještě před svými 19. narozeninami, úspěšně falšoval peněžní šeky a odcizil miliony dolarů tím, že předstíral, že je pilotem Pan American World Airways, lékařem a právníkem z Louisiany. Jeho první zločiny byly zpočátku nenápadné, stal se ale tak obratným, že se na něj nakonec obrátila FBI, aby jim pomohl odhalovat jiné padělatele. V hlavních rolích se objevili Leonardo DiCaprio jako Abagnale, Tom Hanks jako agent Hanratty, dále Christopher Walken, Amy Adams, Martin Sheen a Nathalie Baye.
Příprava filmu začala už v roce 1980, ale do roku 1997 nijak nepokročila. Tehdy zakoupila práva na Abagnaleovu knihu Spielbergova společnost DreamWorks Pictures. Předtím, než se režie ujal Spielberg, patřili mezi možné kandidáty na režisérský post David Fincher, Gore Verbinski, Lasse Hallström, Miloš Forman a Cameron Crowe. Natáčení proběhlo od února do května 2002. Film měl úspěch jak finanční, tak u kritiků i u skutečného Abagnalea.

## Příběh
Frank Abagnale mladší (Leonardo DiCaprio) je šestnáctiletý chlapec, který v roce 1963 žije v New Rochelle v New Yorku se svým otcem Frankem Abagnalem starším (Christopher Walken) a matkou Paulou (Nathalie Baye), která je francouzského původu. Podnikatelský úvěr Franka staršího v Chase Manhattan Bank odmítnou kvůli neznámým potížím s IRS, proto je jeho rodina donucena odstěhovat se z velkého domu do malého bytu. Paula pokračuje v románku s Jackem (James Brolin), kamarádem svého manžela. Mezitím Frank mladší v nové škole věrohodně zastoupí v hodině francouzštiny jako suplující učitel svého kantora. Frankovi rodiče podají žádost o rozvod a Frank od nich uteče. Když mu dojdou peníze, začne se spoléhat na skutečnost, že mu jdou malé podvody s penězi. Zanedlouho se stane mnohem smělejším a dokonce předstírá, že je pilot aerolinek. Začíná vytvářet falešné šeky společnosti Pan Am a úspěšně odcizí přes 2,8 milionů dolarů.
Mezitím začne Carl Hanratty (Tom Hanks), agent FBI se specializací na bankovní podvody, po Frankovi pátrat. Společně se potkají v hotelu v Kalifornii, kde Frank přesvědčí Hanrattyho, že je Barry Allen z Tajné služby a že také jde po podvodníkovi. Když Frank odchází, zmate Hanrattyho, který se posléze rozzlobí, protože si uvědomí svou chybu. O něco později je na Vánoce Carl stále v práci, když mu zavolá Frank a snaží se mu omluvit. Hanratty jeho omluvu odmítne a řekne mu, že ho brzy chytí. Začne se smát, protože si uvědomí, že mu Frank zavolal vlastně proto, že nemohl s nikým jiným mluvit. Frank zavěsí a Carl pokračuje ve vyšetřování. Díky číšníkovi zjistí, že jméno „Barry Allen“ je převzaté z komiksů o Flashovi, takže Frank bude ve skutečnosti mladistvý.
Frank následně začne v Louisianě uvádět, že je lékařem a právníkem a zamiluje se do Brendy (Amy Adams). Té nakonec o sobě prozradí pravdu a požádá ji, aby s ním utekla. Hanratty ho vystupuje na jejich zásnubním večírku, kde Frank Brendu opustí a řekne jí, aby se s ním o dva dny později sešla na letišti v Miami, aby mohli spolu utéct. V daný čas na ni Frank čeká, ale na letišti uvidí agenty v přestrojení, takže si uvědomí, že byl prozrazen, a odletí do Evropy.
O sedm měsíců později ukáže Carl svému nadřízenému, že Frank rozšiřuje padělané šeky po celé západní Evropě a požádá ho o povolení, aby mohl svého protivníka za oceánem najít. Když tento návrh jeho šéf odmítne, Hanratty přinese Frankovy šeky profesionálním tiskařům, kteří zjistí, že byly vytištěny ve Francii. Carl si vzpomene na rozhovor s Frankovou matkou, která mu řekla, že sama pochází z francouzského městečka Montrichard. Právě tam taky agent Franka skutečně najde. Poví mu, že ho francouzská policie zabije, pokud s ním v klidu nepůjde. Frank nejdříve předpokládá, že mu Hanratty lže, ale ten mu slíbí, že by mu nikdy nelhal a odvede ho ven z budovy, odkud ho francouzská policie odveze do vězení.
Carl Hanratty zajistí vydání Franka, coby amerického občana, zpět do USA. V letadle mu oznámí, že jeho otec zemřel. Žalem zasažený Frank při přistání v New Yorku z letadla uteče a vrátí se do jejich starého domu, kde najde svou matku s mužem, kvůli kterému opustila jeho otce, a také dívku, o které si Frank uvědomí, že je jeho polorodá sestra. Poté se sám vzdá a je poslán na 12 let do vězení, kde ho občas navštěvuje Hanratty. Když Frank jednoho dne poukáže na to, že šek, který agent drží v ruce, je falešný, Carl přesvědčí FBI, aby Frankovi nabídli dohodu a po zbývající dobu svého trestu by pracoval v FBI v oddělení bankovních podvodů, což Frank přijme. Během svého působení v FBI chybí Frankovi vzrušení z pronásledování a dokonce se znovu pokusí vydávat se za pilota. Hanratty však trvá na tom, aby se Frank vrátil do FBI, neboť ho nikdo pronásledovat nebude. Další pondělí je Carl nervózní, protože se po jeho kázání Frank v práci neobjevil. Nakonec ale dorazí a začnou spolu probírat nový případ.
Text před závěrečnými titulky odhalí, že Frank je 26 let šťastně ženatý, má tři syny, žije na Středozápadě a s Carlem Hanrattym jsou stále dobří přátelé. Společně také chytili mnoho světově nepolapitelných padělatelů peněz a každý rok vydělává miliony dolarů, protože navrhl nepadělatelné šeky.

## Obsazení

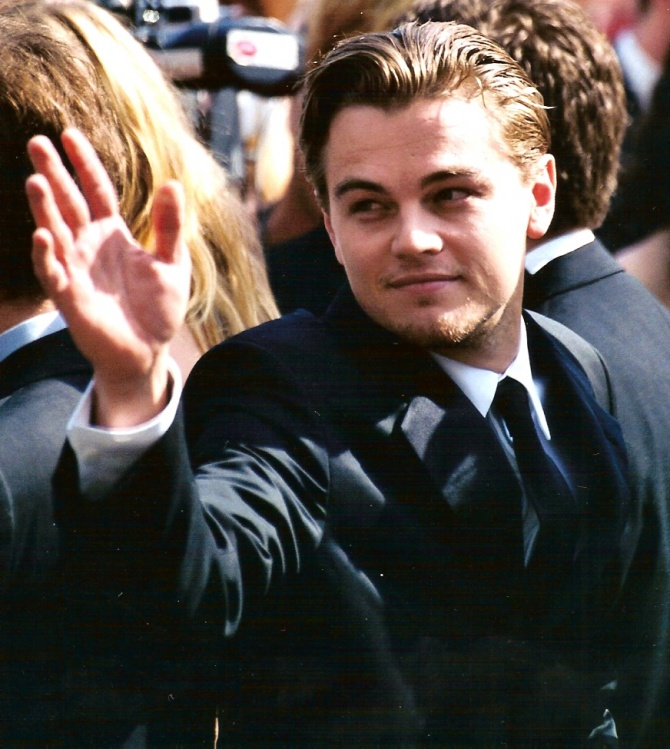
Leonardo DiCaprio ztvárnil ve filmu Franka Abagnalea

- Leonardo DiCaprio (český dabing: Michal Jagelka) jako Frank Abagnale mladší. Před svými 19. narozeninami dokázal Frank úspěšně odcizit miliony dolarů pomocí falšování šeků jako pilot Pan Am, lékař a louisianský prokurátor.
- Tom Hanks (český dabing: Aleš Procházka) jako Carl Hanratty, agent FBI, který po většinu filmu pátrá po Frankovi. Hanratty je často terčem posměchu ostatních agentů, kteří Frankovy podvody neberou vážně. Hanratty je rozvedený a jeho žena s dcerou žijí v Chicagu. Na konci filmu se z Carla a Franka stanou velcí přátelé.
- Christopher Walken (český dabing: Jaroslav Satoranský) jako Frank Abagnale starší, Frankův otec a veterán z druhé světové války. Když se dopustí daňového úniku, ztratí svou ženu Paulu a většinu svého jmění. Zemře poté, co spadne ze schodů na vlakovém nádraží.
- Martin Sheen (český dabing: Bohuslav Kalva) jako Roger Strong, Brendin otec a manžel Carol. Roger je uznávaným okresním prokurátorem v Louisianě a není tak docela přesvědčen, že Frank mladší absolvoval právnickou školu.
- Nathalie Baye (český dabing: Zlata Adamovská) jako Paula Abagnaleová, Frankova matka. Frank starší ji potkal v jejích osmnácti letech v Montrichardu během druhé světové války a po šesti týdnech si ji vzal. Když je jejich synovi 16 let, rozvedou se a Paula si vezme Jacka Barnese, se kterým má poté dceru.
- Amy Adams (český dabing: Michaela Kuklová) jako Brenda Strongová. Předtím než se stala zdravotní sestrou, šla na potrat. Její přísní luteránští rodiče se jí zřekli, ovšem pouze do okamžiku, kdy potkají Franka mladšího.
- James Brolin (český dabing: Bedřich Šetena) jako Jack Barnes, spolupracovník Franka staršího v New Rochelle. Barnes se později schází s Paulou, což vede k rozvodu rodičů Franka mladšího.
- Brian Howe (český dabing: ?) jako Earl Amdursky, agent FBI a Hanrattyho spolupracovník
- Frank John Hughes (český dabing: ?) jako Tom Fox, agent FBI a Hanrattyho spolupracovník
- Steve Eastin (český dabing: ?) jako Paul Morgan, bývalý pilot PanAm
- Chris Ellis (český dabing: ?) jako Witkins, zvláštní agent FBI
- John Finn (český dabing: ?) jako Marsh, zástupce ředitele FBI

Nancy Lenehan se představila v roli Carol Strongové, Brendiny matky. Ve filmu mají cameo Jennifer Garner a Amy Acker. Ellen Pompeo a Elizabeth Banks se objevily v menších rolích. Skutečný Frank Abagnale ztvárnil francouzského policistu, který ve filmu zatýká právě Abagnalea ztvárněného DiCapriem.

## Produkce
Frank Abagnale prodal filmová práva ke své autobiografii Catch Me If You Can v roce 1980. Producent Michel Shane je koupil v roce 1990 pro společnost Paramount Pictures. V prosinci 1997 koupil Barry Kemp práva od Shanea a přinesl projekt společnosti DreamWorks Pictures, kde Jeff Nathanson napsal scénář. V dubnu 2000 byl s filmem Chyť mě, když to dokážeš spojován coby možný režisér David Fincher, ten ale dal přednost svému filmu Úkryt. V červenci 2000 byl pro hlavní roli osloven Leonardo DiCaprio. Samotný snímek měl režírovat Gore Verbinski a produkovat Steven Spielberg. Natáčení mělo začít v březnu 2001.
Verbinski obsadil do role Carla Hanrattyho Jamese Gandolfiniho, Ed Harris získal roli Franka Abagnalea staršího a Chloë Sevigny měla hrát Brendu Strongovou. Kvůli závazku DiCapria ve filmu Gangy New Yorku a zdržení produkce ale nakonec Verbinski práce zanechal. Od května do července 2001 byl v jednání na post režiséra Lasse Hallström. V létě toho roku odstoupili od projektu Harris a Sevigny, Gandolfini však měl dále zájem. Producent Spielberg, jeden ze zakladatelů DreamWorks, nabídl režii Miloši Formanovi a zvažoval i Camerona Crowa. Nakonec začal uvažovat o místě režiséra sám, takže musel zanechat plánovaných filmů Velká ryba a Gejša. Oficiálně převzal režii filmu v srpnu 2001.
Hledání představitelky Brendy Strongové trvalo dlouho, nakonec byla obsazena Amy Adams, jejíž zkušební vystoupení se Spielbergovi zalíbilo. Na doporučení producenta Waltera F. Parkese byl do role Franka Abagnalea staršího obsazen Christopher Walken. Roli Rogera Stronga získal Martin Sheen. Pro ztvárnění Pauly Abagnaleové chtěl Spielberg skutečnou francouzskou herečku, až našel Nathalie Baye. Jennifer Garner naopak viděl v právě vysílaném seriálu Alias a vzhledem k jejímu obsazenému pracovnímu rozvrhu ji v připravovaném filmu poskytl alespoň malou roli.
Natáčení bylo zahájeno 7. února 2002 v Los Angeles. K dalším využitým lokacím patří Burbank, Downey, New York, Ontario International Airport (které představovalo miamské letiště), Québec a Montréal. Celkem jich bylo 147 různých v pouhých 52 dnech. DiCaprio uvedl: „Scény, u kterých jsme si mysleli, že budou trvat tři dny, zabraly jedno odpoledne.“ Od 25. do 30. dubna se filmovalo v newyorské Park Avenue před hotelem Waldorf Astoria. Poté se natáčení přesunulo do New Jersey a kvůli scénám v bance a u soudu se následně vrátilo se do Brooklynu. Filmaři využili i terminál TWA Flight Center na mezinárodním letišti Johna F. Kennedyho. Québec byl vybrán pro svůj evropský charakter a francouzskou atmosféru. Část jeho historického centra města byla upravena, aby představovala Montrichard. Natáčení filmu Chyť mě, když to dokážeš skončilo 12. května 2002 v Montréalu, celkový rozpočet činil 52 milionů dolarů.

## Vydání
Slavnostní světová premiéra filmu se konala 18. prosince 2002 ve Westwoodu v Los Angeles. Do kin v USA a Kanadě byl snímek uveden 25. prosince 2002. V Česku se v kinech objevil od 13. února 2003.

## Přijetí

### Tržby
Během prvního víkendu utržil film ve 3156 kinech v USA a Kanadě 30 milionů dolarů. Celkové tržby v Severní Americe činily 164 615 351 dolarů, ve světě dalších 187 498 961 dolarů, takže celosvětově utržil 352 114 312 dolarů. Společné česko-slovenské tržby dosáhly výše 632 996 dolarů. Snímek Chyť mě, když to dokážeš se v celosvětovém žebříčku tržeb filmů z roku 2002 umístil na 11. místě.

### Filmová kritika
Celkem 96 % ze 195 recenzí na serveru Rotten Tomatoes bylo pozitivních, průměrné hodnocení bylo 7,9/10. Od serveru Metacritic získal film, podle 38 recenzí, celkem 76 ze 100 bodů.
Kritik Roger Ebert silně chválil výkon DiCapria a přidal: „Toto není hlavní Spielbergův film, ale přesto je to asi ten, který stojí nejvíce za vidění“. Mick LaSalle uvedl, že film „nebyl Spielbergovým nejlepším filmem, ale jedním z jeho nejjemnějších a možná i nejpřátelštějších. Barevná kamera, elegantní výkony a svěží tempo naznačují, že filmař podřídil každý další impuls tak, aby vytvořil snímek, který potěší“. Stephen Hunter si myslel, že DiCaprio ukázal „ten rozsah, lehkost a šikovnost, která Martinu Scorsesemu ve filmu Gangy New Yorku tak chyběla“.

### Ocenění
Christopher Walken byl za svůj výkon nominován na Oscara v kategorii Nejlepší herec ve vedlejší roli, John Williams byl nominován v kategorii Nejlepší hudba. Na Filmových cenách Britské akademie Walken ve své kategorii vyhrál, navíc zde získali nominace skladatel Williams, kostýmní návrhářka Mary Zophes a scenárista Jeff Nathanson. Leonardo DiCaprio byl nominován na Zlatý glóbus v kategorii Nejlepší herec v hlavní roli v dramatu.
Úvodní animovaná titulková sekvence byla v roce 2004 zparodována v díle „Chyť je, když to dokážeš“ seriálu Simpsonovi.

## Muzikálová adaptace
Muzikálová adaptace Catch Me If You Can měla premiéru v červenci 2009 v divadle 5th Avenue Theatre v Seattlu. Na Broadwayi začaly ukázky představení 11. března 2011 v Neil Simon Theatre, oficiální premiéra proběhla 10. dubna 2011 tamtéž. Muzikál byl nominován na čtyři ceny Tony, včetně kategorie Nejlepší muzikál.